# Caroline Baudissin
Caroline Baudissin, född 21 januari 1760 i Dresden, död 17 januari 1826, var en tysk grevinna och författare. Hon var dotter till Heinrich Carl Schimmelmann, senare dansk finansministern och greve. Hon gifte sig 1776 med greve Heinrich Friedrich Baudissin. Som författare är hon mest känd för en folkläsebok, Die Dorfgesellschaft, ein unterrichtendes Lesebuch für das Volk, utgiven i Kiel 1792.